# Hypnotize (The Notorious B.I.G.)
Hypnotize is een nummer van de Amerikaanse rapper The Notorious B.I.G. uit 1997. Het is de tweede single van zijn tweede en laatste studioalbum Life After Death. Het was het laatste nummer dat de rapper uitbracht voordat hij een week later werd vermoord.
Het nummer bevat een sample uit "Rise" van Herb Alpert. Ook bevat het een interpolatie van het nummer La Di Da Di, zoals uitgevoerd door Slick Rick & Doug E. Fresh. Het refrein in het nummer wordt gerapt door Pamela Long van de meidengroep Total. "Hypnotize" werd een hit in Noord-Amerika en een paar Europese landen. In de Amerikaanse Billboard Hot 100 pakte het de nummer 1-positie. In de Nederlandse Top 40 haalde het nummer een bescheiden 23e positie.

## NPO Radio 2 Top 2000
| Nummer met noteringen in de NPO Radio 2 Top 2000 | '20  | '21  | '22  | '23  | '24  |
| ------------------------------------------------ | ---- | ---- | ---- | ---- | ---- |
| Hypnotize                                        | 1946 | 1666 | 1843 | 1723 | 1826 |

1. ↑  Een vetgedrukt getal geeft de hoogste notering aan.
2. ↑  2020 was het eerste jaar met een notering voor dit nummer.